# Journal of Voice
Journal of Voice is een internationaal, aan collegiale toetsing onderworpen wetenschappelijk tijdschrift op het gebied van de otorinolaryngologie.
De naam wordt in literatuurverwijzingen meestal afgekort tot J. Voice.
Het wordt uitgegeven door Elsevier namens de Voice Foundation en verschijnt 4 keer per jaar.